# Preseka (Macedonia Północna)
Preseka (maced. Пресека) – wieś w północno-wschodniej Macedonii Północnej, w gminie Koczani.